# Harsbo-Sverkersholm
Harsbo-Sverkersholm este o arie protejată (arie specială de conservare — SAC, sit de importanță comunitară — SCI) din Suedia întinsă pe o suprafață de 50,5 ha, integral pe uscat.

## Localizare
Centrul sitului Harsbo-Sverkersholm este situat la coordonatele 58°21′58″N 16°19′20″E / 58.3662°N 16.3221°E.

## Înființare
Situl Harsbo-Sverkersholm a fost declarat sit de importanță comunitară în iunie 1996 pentru a proteja 3 specii de animale. Situl a fost protejat și ca arie specială de conservare în martie 2011.

## Biodiversitate
Situată în ecoregiunea boreală, aria protejată conține 3 habitate naturale: Pajiști fino-scandinave uscate până la mezice, bogate în specii de altitudine mică, Pășuni din zone de pădure fino-scandinave, Taiga vestică.
La baza desemnării sitului se află mai multe specii protejate de  nevertebrate (3): Anthrenochernes stellae, rădașcă (Lucanus cervus), Osmoderma eremita.